# Dormitórium

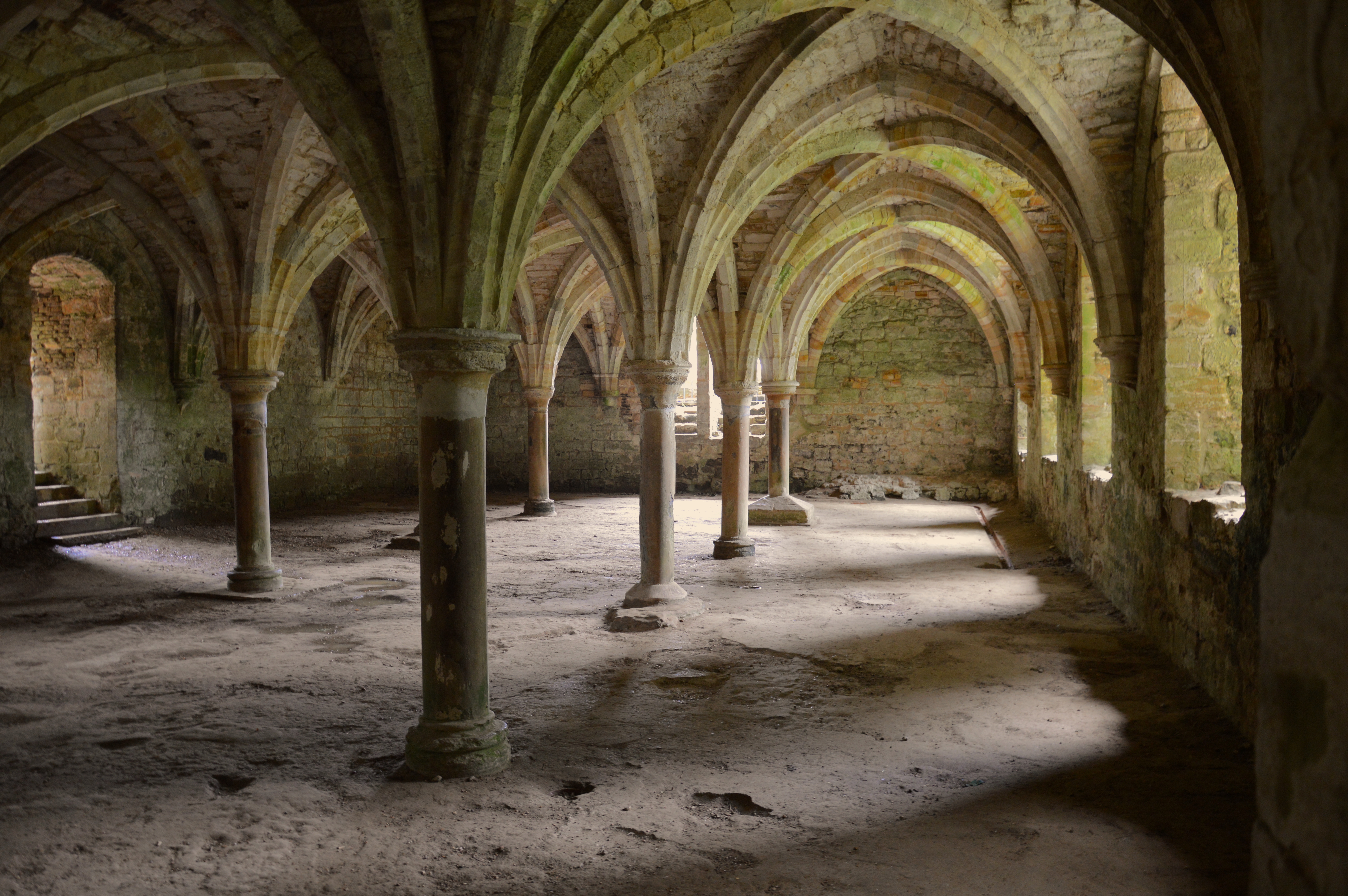
A növendékek közös hálószobája a Battle kolostorban

A dormitórium eredetileg a kolostorok lakhelyének a közös alvórészét jelölte. Rendszerint a kerengő keleti részéhez csatlakozva, emeleti részen található. A szó a latin dormire szó származéka, ennek jelentése: alszik. A későbbiekben a kifejezés átment az általánosabb közösségi hálóhely jelentésbe, ilyen néven lehet kollégiumokban, turistaszállókon találkozni vele.

## Terminológia

### Alvó és lakócsarnok
A dorm kifejezést az Amerikai Egyesült Államokban használják, bár a mindennapi élet során használt helységre a lakóterület elnevezés a hivatalos. Az Oregoni Egyetem szerint ez olyan hely az épületben, ahol nem csupán aludni lehet, de lehetőség van a személyes és tanulmányi előmenetelre is. Sok esetben így a lakóterületek komplex tevékenységeknek is otthont adhatnak.